# Bob Sinclar
Bob Sinclar, születési nevén Christophe Le Friant (Bois-Colombes, 1969. május 10. –) francia house zeneszerző, DJ és a Yellow Productions lemezkiadó cég tulajdonosa. Leghíresebb dala a "Love Generation", amely a 2006-os "Western Dream" albumon szerepel. 

## Élete
Az 1980-as években kezdte el DJ karrierjét, Chris the French Kiss néven. Ebben az időben még a hiphop és a dzsessz műfajok voltak rá hatással. Együtteseket is alapított, The Mighty Bop illetve Reminiscence Quartet nevekkel, utóbbiban a "Desmond K" művésznevet használta. 1998-ban vette fel a "Bob Sinclar" művésznevet, amelyet a Jean-Paul Belmondo főszereplésével készült, 1973-as Le Magnifique (magyar címén A káprázatos) című filmből vett át.
Pályafutása alatt kilenc nagylemezt, és öt egyéb albumot dobott piacra. Bob albumait saját kiadója, a Yellow Productions, illetve a Ministry of Sound Australia jelenteti meg.

## Diszkográfia

### Nagylemezek
- Paradise (1998)
- Champs Elysées (2000)
- III (2003)
- Western Dream (2006)
- Soundz of Freedom (2007)
- Born in 69 (2009)
- Made in Jamaica (2010)
- Disco Crash (2012)
- Paris by Night (2013)

### Egyéb kiadványok
- Enjoy (2004)
- In the House (2005)
- Live at the Playboy Mansion (2007)
- The Best Of (2010)
- Knights of the Playboy Mansion (2011)